# الوكالة الاتحادية للشبكات
الوكالة الاتحادية للشبكات (بالألمانية: Bundesnetzagentur) هي وكالة حكومية عليا تتبع الوزارة الاتحادية للشؤون الاقتصادية والطاقة الألمانية، يقع مقرها في بون. وتقوم على تنظيم ورعاية المنافسة في مجالات شبكات الكهرباء والغاز والبريد والاتصالات، كما تعمل على التوسط في إجراءات التسوية. وتقوم أيضًا بدور رقابي على مقدمي خدمات التوثيق الإلكتروني في إطار القانون الأوروبي للتعريف والتوثيق والخدمات الموثوقة.

## تاريخ
نشأت الوكالة الاتحادية للشبكات من الوزارة الاتحادية للاتصالات والبريد والمكتب الاتحادي للاتصالات والبريد، وتأسست في 1 يناير 1998. وسُميت عند نشأتها باسم السلطة الحكومية للاتصالات والبريد. كان رئيسها الأول كلاوس ديتر شويرله.
في صيف 2005، أضيفت للسلطة الحكومية مسؤولية تنظيم شبكات الغاز والكهرباء إلى جانب وظيفتها في تنظيم قطاع الاتصالات، وبهذا أعيد تصنيفها لتصبح وكالة اتحادية. ومنذ 1 يناير 2006، أصبحت الوكالة مسؤولة أيضًا على مراقبة الوصول إلى شبكات السكك الحديدية، فحملت اسم الوكالة الاتحادية للكهرباء والغاز والاتصالات والبريد والسكك الحديدية.

## المهمات والبنية
الوكالة مسؤولة على رعاية المنافسة في أسواق الشبكات الخمس: الاتصالات والبريد والكهرباء والغاز والسكك الحديدية.
يقع المقر الإداري للوكالة في ولاية بون، بينما المقر التقني في ماينز. وهي تخضع لإشراف الوزارة الاتحادية للاقتصاد والطاقة من ناحية الخدمة وإلى حد كبير على المستوى التقني أيضًا، فيما يخص تشريعات الاتصالات تخضع الوكالة لإشراف وزارة النقل والبنية الرقمية. وللوكالة 10 مكاتب فرعية و25 موقعًا يتبع لهذه المكاتب، ما يمنحها حضورًا يشمل كامل ولايات ألمانيا. ويعمل بها حوالي 3000 موظف.

## استشهادات
1. ↑   https://www.bundeshaushalt.de/static/daten/2024/soll/epl09.pdf. {{استشهاد ويب}}: |url= بحاجة لعنوان (مساعدة) والوسيط |title= غير موجود أو فارغ (من ويكي بيانات) (مساعدة)
2. ↑  "Organisationserlass der Bundeskanzlerin IV". gesetze-im-internet.de. مؤرشف من الأصل في 2019-04-01. اطلع عليه بتاريخ 2020-11-03.